# クレド・ムトワ

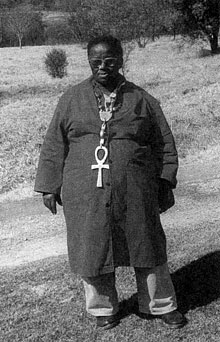
クレド・ムトワ（1997年撮影）

ヴサマズル・クレド・ムトワ（Vusamazulu Credo Mutwa、1921年7月21日 - 2020年3月25日）は、南アフリカのシャーマン。

## 経歴
1921年に南アフリカナタール州に生まれる。母親は土着宗教、父親はクリスチャン・サイエンスの信者であり、近代的医療を禁じていた。自著によれば、ムトワは幼少期に深刻な病気を経験した際に母方の家に保護され、土着のヒーラー、預言者となれという召命を感じたという。
1954年にヨハネスブルグの骨董品店に就職し、アフリカの工芸品鑑定を通じてズールー族の歴史や慣習、宗教的信念を外部に伝える語り部として頭角を現した。1964年にウィットウォーターズランド大学のA・S・ブリンクの編集によって、ムトワの話をまとめた『インダバ、私の子どもたち(Indaba,My Witness)』が出版される。本の内容はそれ以前のズールー族の民俗研究との関連が少なかったが、想像力豊かなムトワの詩や散文は、正統なズールー族の伝承として受け止められた。
1990年代に書かれたムトワの伝記によれば、1963年にズールーの人々から未婚の高貴な呪医を意味する「偉大なサヌーシ」の称号を公式に得たとされる。公式の背景は不明ながら、ムトワは後の活動や事業において「偉大なサヌーシ」を肩書きとして使用している。
1970年代には海外からの観光客向けにソウェトに建設された、アフリカの文化や宗教を紹介するために再現されたアフリカの村の案内役として採用される。ムトワはアフリカ村に風変わりなやしろを建てたが、1976年のソウェト蜂起でアパルトヘイトを助長するものと看做され、学生たちによって襲撃された。ムトワはやしろの再建を諦めて1978年にソウェトから退去した。なお、荒廃し放置されていた施設は、2006年にクレド・ムトワ文化村として再建された。
ムトワはボプタツワナ・バントゥースタンに1983年に開業したロートラモレング・ダム文化公園で、ツワナ族やズールー族など南アフリカの諸部族の村を再現した、以前よりも規模の大きい観光アトラクションを監督した。しかし、1994年にボプタツワナが南アフリカに再編入されると、ルーカス・マンゴーペ大統領の支持を公言していたムトワは免職となった。
ムトワは東ケープ州に移動し、シャンワリ禁猟区で観光客向けに工芸品の販売と鑑定、それらにまつわる儀礼を委託された。また、シャンワリ自然保護区に併設されたアフリカ芸術・文化村カヤ・レンダバを主宰し、自然とアフリカ文化の融合を教示した。最終的に文化村からも退去することになるが、ムトワは活動を通じて自然保護活動家と目されるようになり、1997年にはアウディ・テラ・ノヴァ賞を授与された。その後も環境保護運動・動物の権利活動など様々な大衆運動に参加した。
また、1990年代以降、科学的医学以外の伝統的な治癒者を世界保健機関に承認させる活動を行い、2000年に開かれた第13回国際エイズ会議ではエイズ治療にハーブの使用を促進するように訴えた。こうした活動は大衆からは嘲笑され、科学的医学界からは半ば無視されたが、ニューエイジ霊性運動からは注目され、多くの交流が持たれた。

## 思想・言動
- ムトワはアフリカ人の人種的アイデンティティの正統性を尊んでおり、自身を「ズールー族の伝統の守護者」と宣言し、ズールー族の伝統的な生活の維持を訴えた[2]。一方で、平等の権利には関心が無いと述べ、ANCを「バンツーの戦闘的反乱煽動者たち」と呼び、人種を区別するアパルトヘイト政策を「最高の自然法」として支持した。アパルトヘイトの終了後も分離主義支持の姿勢は変わらず、自然保護活動家となった後は、動物と人間の分離を訴えている。

- 1950年代にムトワはたびたびUFOや異星人に遭遇したといい、ケニアやザンビアを旅行中に地球外生物を調理して食べた経験を叙述している[2]。1955年にジンバブエを訪れた際には、異星人にアブダクションされて屈辱的な臨床実験を受け、開放されたときには3日間経っていたという。